# Fulgencio Martínez García
Fulgencio Martínez García (14. srpna 1911, Ribera de Molina – 4. října 1936, Murcia) byl španělský římskokatolický kněz, františkánský terciář a mučedník. Katolická církev ho uctívá jako blahoslaveného.

## Život
Narodil se 14. srpna 1911 v Ribera de Molina v regionu Murcia jako nejstarší z jedenácti dětí. Byl pokřtěn následující den na svátek Nanebevzetí Panny Marie ve farnosti Nejsvětějšího Srdce Ježíšova. Rodinné prostředí, ve kterém žil mu dalo pevnou křesťanskou formaci a v brzkém věku cítil povolání ke kněžství. Dne 13. ledna 1919 přijal z rukou biskupa Vicenta Alonsa Salgady svátost biřmování a 29. května přijal první svaté přijímání.
Ve dvanácti letech vstoupil do semináře San José de Murcia. V semináři prokázal své lidské a duchovní kvality, kterými si získal úctu svých představených. Během prázdnin s dalšími seminaristy vydával a řídil týdeník L'Ideale. Jako seminarista se také stal členem Sekulárního františkánského řádu. V letech 1933-1934 absolvoval vojenskou službu. Dne 15. června 1935 byl vysvěcen na kněze. Svou primiční mši sloužil v rodné farnosti na Slavnost Těla a Krve Páně.
Byl jmenován farářem ve vesnici La Paca. Byl vzorným knězem který např. navštěvoval domy farníků či pomáhal chudým.
Po vypuknutí Španělské občanské války a počátku pronásledování katolické církve byl 18. července 1936 jako jeden z mnoha kněží zatčen. O den později byl převezen do věznice v Lorce, kde byl prohlášen za politického vězně a obviněn ze spiknutí proti vládnímu režimu spolu s dalšími obyvateli La Paca. Dne 28. září byl převezen do kostela svatého Jana v Murcii, který byl přeměněn na vězení a zde byl také souzen lidovým soudem. Jeho rodina žádala jeho propuštění ale z důvodu jeho kněžství jejich žádosti nebylo vyhověno. Dne 2. října byl vynesen rozsudek ve znění trestu smrti. Rozsudek přijal s klidem a odpustil svým věznitelům.
Ráno 4. října byl odveden na střelnici ve čtvrti Espinardo. Odmítl mít zavázané oči a je známo že před zastřelením vyznával jméno Krista. Pohřben byl téhož večera.

## Proces blahořečení
Roku 1963 byl v cartagenské diecézi zahájen jeho proces blahořečení. Do procesu byli zařazeni také další diecézní kněz a dva františkáni.
Dne 10. prosince 2010 uznal papež Benedikt XVI. jejich mučednictví. Blahořečeni byli 13. října 2013.